# Бочарова, Надежда Романовна
Надежда Романовна Бочарова, в девичестве — Билек (укр. Надія Романівна Бочарова; 15 марта 1928, Покровское, Полтавский округ — 9 сентября 2003, Артёмовка, Полтавская область) — колхозница, звеньевая Артёмовского свеклосовхоза Чутовского района Полтавской области. Герой Социалистического Труда (1949).

## Биография
Родилась 15 марта 1928 года в крестьянской семье в селе Покровское (ныне — в Полтавском районе Полтавской области). Получила неполное среднее образование.
С 1944 года работала разнорабочей в отделении «Октябрьский» совхоза сахарного комбината имени Артёма Чутовского района.
С 1945 по 1971 год — звеньевая полеводческого звена Артёмовского свеклосовхоза. В 1948 году звено вырастило в среднем по 31,75 центнеров ржи с каждого гектара с участка площадью 21 гектаров. В 1949 году была удостоена звания Героя Социалистического Труда «за получение высоких урожаев пшеницы, ржи и сахарной свеклы при выполнении совхозом плана сдачи государству сельскохозяйственных продуктов в 1948 году и обеспеченности семенами всех культур в размере полной потребности для весеннего сева 1949 года».
С 1971 года — рабочая полеводческого звена.
После выхода на пенсию проживала в посёлке Артёмовка, где скончалась в 2003 году.

## Награды
- Герой Социалистического Труда — указом Президиума Верховного Совета СССР от 29 августа 1949 года
- Орден Ленина
- Орден Трудового Красного Знамени